# Gunung Marapi
Gunung Marapi (Minangkabaus: Gunuang Marapi, ook bekend als Merapi or Berapi) is een vulkaan in West-Sumatra, Indonesië. Overigens zijn er in Indonesië meerdere vulkanen met een soortgelijke naam, zoals de vulkaan bij Jogjakarta, Gunung Merapi.
De naam betekent Vuurberg. De Marapi is de actiefste vulkaan van West-Sumatra. Hij ligt dicht bij de steden Bukittinggi en Padang Panjang. De hoogte van de berg is 2891,3 meter.
Begin december 2023 barstte de vulkaan uit terwijl groepen bergbeklimmers de vulkaan aan het beklimmen waren. Ten minste elf beklimmers zijn tijdens de uitbarsting omgekomen. 49 beklimmers konden gered worden, een groot deel van hen heeft wel brandwonden opgelopen. Op 5 december werd bekend dat het dodental was opgelopen naar 22.

## Afbeeldingen

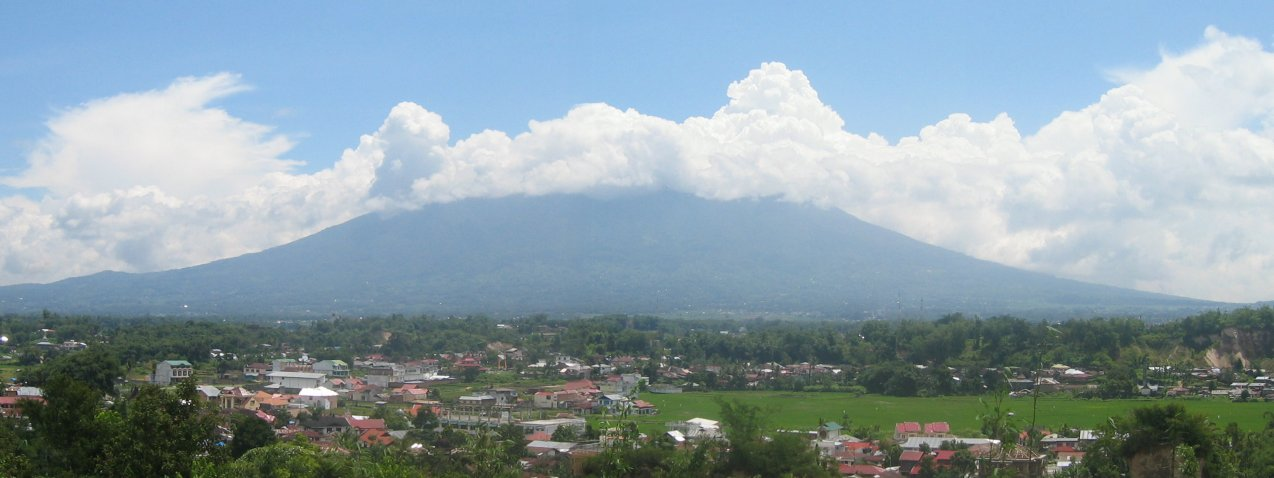
Marapi vulkaan in 2005